# Bohuslav Havránek
Bohuslav Havránek (* 30. Januar 1893 in Prag; † 2. März 1978 ebenda) war ein tschechoslowakischer Sprachwissenschaftler und führender Vertreter des Prager Linguistenkreises.

## Leben
Havránek studierte mehrere Philologien an der Karls-Universität. Ab 1917 unterrichtete er als Gymnasiallehrer in Prag. 1928 habilitierte sich Havránek mit seiner Arbeit Genera verbi v slovanských jazycích („Die Genera Verbi in den slavischen Sprachen“). 1930 wurde er Professor an der Masaryk-Universität in Brünn und unterrichtete dort bis zur Schließung der tschechischen Universitäten durch die deutsche Besatzung 1939.
Ab 1945 war Havránek Professor an der Karls-Universität Prag, später auch Leiter des Lehrstuhls für tschechische Sprache, Phonetik und allgemeine Sprachwissenschaft und Dekan der Philosophischen Fakultät. Von 1953 bis 1961 war er Rektor der Hochschule für russische Sprache und Literatur.
Havránek gehörte im Jahr 1926 zu den Begründern des Prager Linguistenkreises und wurde bald, neben Vilém Mathesius, dessen wichtigster tschechischer Vertreter. 1935 gründete er die linguistische Zeitschrift Slovo a slovesnost. 1952 wurde er Akademiemitglied und erster Direktor des Instituts für tschechische Sprache der Tschechoslowakischen Akademie der Wissenschaften und blieb dies bis 1965. Seit 1955 war er korrespondierendes und seit 1969 auswärtiges Mitglied der Akademie der Wissenschaften der DDR. 1962 wurde er als korrespondierendes Mitglied in die Sächsische Akademie der Wissenschaften aufgenommen. 1963 wurde ihm von der Universität Leipzig der Ehrendoktortitel verliehen.
Havránek war ein führender Vertreter des europäischen Strukturalismus, der aber auch zur Sprachgeschichte und zur Soziolinguistik arbeitete. Besonders wichtig ist sein Beitrag zur Theorie der Standardsprachen.